# Karol Kalinowski
Karol „KRL” Kalinowski (ur. 28 lipca 1982 w Suwałkach) – polski rysownik i scenarzysta komiksowy. Magister sztuki po kierunku projektowanie graficzne, pracuje jako bibliotekarz. Tworzy komiksy, robi muzykę, był jednym z prowadzących podcastu Schwing!. Mieszka w Olsztynie.

## Kariera komiksowa
Kalinowski zaczynał od rysowania do pism lokalnych, potem współpracował z zinem „Koks”. Uznanie i popularność przyniosła mu współpraca z magazynem „Produkt”. Po zamknięciu „Produktu” samodzielnie tworzy kolejne projekty. Prowadzi zajęcia komiksowe w Olsztynie.

## Osiągnięcia

### Wystawy
- „Komiks w awangardzie” BWA Wrocław: Galerie Sztuki Współczesnej Galeria Awangarda (Wrocław 2004)
- „Polsky Komiks Dness” Galeria Novomestske Radnice (Praga 2004)
- „Pomysł na komiks” BWA Jelenia góra (Jelenia Góra 2005)
- „comics nach polnischer art” (Bremen 2006) – Wystawa została pokazana w ramach festiwalu „Młoda Polska” w Bremie. Projekt był współorganizowany przez Instytut im. Adama Mickiewicza i współfinansowany ze środków Ministerstwa Kultury Rzeczypospolitej Polskiej w ramach „Roku Polsko-Niemieckiego 2005/2006.
- „Der polnische Comic” – Eine Übersicht seiner Geschichte in Texten und Bildern” Leipziger Buchmesse (Lipsk 2006)
- „Quinzaine de la BD” – wystawa komiksu polskiego (Bruksela 2006)

### Wybrane komiksy
- Antologia komiksu polskiego – 3 – Człowiek w probówce – Krzyk Ryb – rysunek, scenariusz
- Antologia piłkarska – Wszystko, co chcielibyście wiedzieć o piłce... – Finał Fantazy – rysunek, scenariusz
- Antologia – Opowieści tramwajowe – Callipso – rysunek
- Antologia – Likwidator alternative – Puk Puk – rysunek, scenariusz
- Kaerelki i inne takie – rysunek, scenariusz
- Kolektyw – 6 – Dzień, jak co dzień – rysunek
- Liga Obrońców Planety Ziemia – 1 – Mroczna wizja – rysunek, scenariusz
- Liga Obrońców Planety Ziemia – 2 – Atak totalny – rysunek, scenariusz
- Łauma – rysunek, scenariusz
- Magazyn „Produkt” – od nr 12 (2/2002) do nr 23 (3/2004)
- Magazyn Chichot – od nr 1 (2005) do nr 8 (2006)
- Magazyn Premiery – od nr 12 (2006) do nr 14 (2007)
- Osiedle Swoboda (New Kids On The Blok) od nr 3 (2005) do nr 6 (2006) – rysunek, scenariusz
- Yoel – rysunek, scenariusz

### Nagrody
- Wyróżnienie na Festiwalu Euroshorts 2005 za animowany film jednominutowy „Berek” (2005)
- Nagroda Polskiego Stowarzyszenia Komiksowego za rok 2009 w kategorii najlepszy komiks polski – Łauma (2009)
- Nagroda Wojewódzkiej i Miejskiej Biblioteki Publicznej w Gdańsku dla wydawnictwa KG za komiks Łauma, za najchętniej wypożyczany tytuł dla młodzieży (2009)
- Nagroda dla „Łaumy” za Najlepszy Polski Album Komiksowy 2009/2010 na Międzynarodowym Festiwalu Komiksu i Gier w Łodzi.
- II nagroda w ogólnopolskim konkursie na ekslibris „Feliks Nowowiejski w Olsztynie” (2010)

### Pozostałe
- Praca w „Tygodniku Warmińskim” (paski komiksowe)
- Praca dla TVP1 przy tworzeniu programu kulturalnego ZAP pod redakcją Kamila Śmiałkowskiego.
- Realizacja teledysku dla Roberta Kasprzyckiego do piosenki „Oko opaczności”.
- Grafik w pismach: „Świat Gier Komputerowych”, „Świat Gier Komputerowych dla dzieci” i „Play”
- Ilustrator książki „Sztuka rozwiązywania konfliktu zbrojnego” Agaty Dziewulskiej wyd. Bellona 2007
- Twórca fontu „kaerel font”